# Lore Berger
Lenore „Lore“ Berger (* 17. Dezember 1921 in Basel; † 14. August 1943 ebenda) war eine Schweizer Schriftstellerin.

## Leben
Lore Berger, Tochter eines Lehrerehepaars, immatrikulierte sich 1939 mit den Studienfächern Germanistik und Romanistik an der Universität Basel. 1941 meldete sie sich als Freiwillige beim militärischen Frauenhilfsdienst, für den sie bis 1943 als Bürogehilfin bei einem Gericht tätig war.

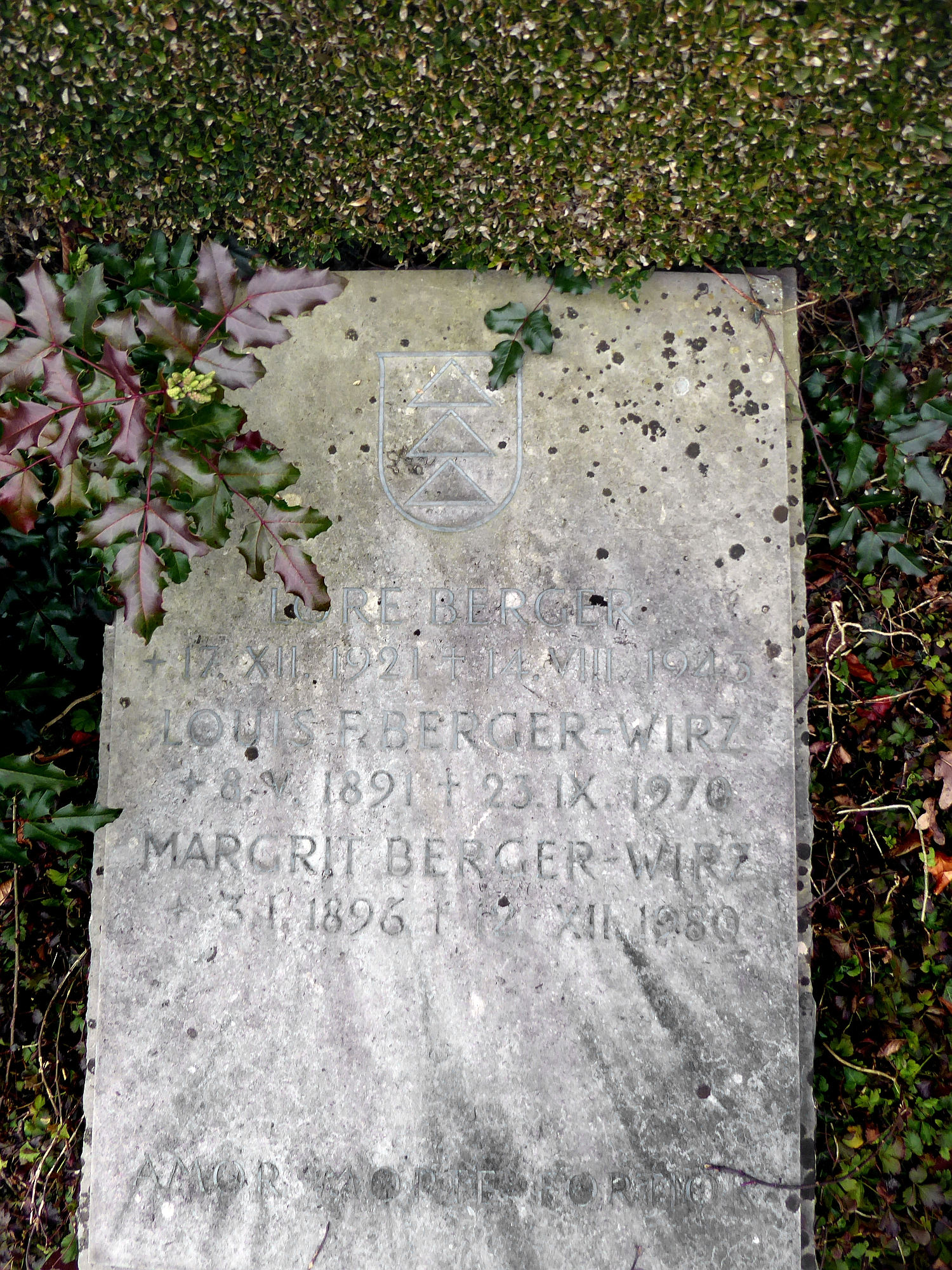
Familiengrab auf dem Friedhof am Hörnli, Riehen, Basel-Stadt

Im Jahr 1943 entstand Bergers Roman Der barmherzige Hügel. Eine Geschichte gegen Thomas, der 1944 postum veröffentlicht wurde. Am 14. August 1943 stürzte sich Lore Berger auf dem Basler Bruderholz, dem „barmherzigen Hügel“ aus ihrem Roman, vom Wasserturm in den Tod. In ihrem Roman hatte sie die Figur der Bea genau auf diese Weise sterben lassen. 1981 wurde der Roman neu aufgelegt und dabei auch ins Französische und ins Italienische übersetzt und im gleichen Jahr von Beat Kuert unter dem Titel Die Zeit ist böse verfilmt. 2017 wurde die Geschichte als Monolog unter dem Titel Esther. Eine Geschichte vom Bruderholz am Theater Basel aufgeführt.

## Werke
- Der barmherzige Hügel. Eine Geschichte gegen Thomas. Büchergilde Gutenberg, Zürich 1944; Arche, Zürich 1981, ISBN 3-7160-2261-6.
  - Neuausgabe, ergänzt um Fragmente aus dem Journal intime der Autorin: Th. Gut, Zürich 2018, ISBN 978-3-85717-271-7.
- Text von Lore Berger in: Sabine Kubli, Doris Stump (Hrsg.): Viel Köpfe, viel Sinn. eFeF, Zürich 1994, ISBN 3-905493-63-2.

## Verfilmung
- Die Zeit ist böse, 1981, 16 mm, 85 min. (Regie: Beat Kuert)